# Campbell (Florida)
Campbell ist  ein census-designated place (CDP) im Osceola County im US-Bundesstaat Florida. Das U.S. Census Bureau hat bei der Volkszählung 2020 eine Einwohnerzahl von 2.610 ermittelt.

## Geographie
Campbell grenzt im Norden direkt an Kissimmee und liegt etwa 25 km südlich von Orlando. Der CDP wird auf einer gemeinsamen Trasse von den U.S. Highways 17 und 92 (SR 600) durchquert.

## Demographische Daten
Laut der Volkszählung 2010 verteilten sich die damaligen 2479 Einwohner auf 1675 Haushalte. Die Bevölkerungsdichte lag bei 505,9 Einw./km². 90,3 % der Bevölkerung bezeichneten sich als Weiße, 2,3 % als Afroamerikaner, 0,2 % als Indianer und 1,4 % als Asian Americans. 3,5 % gaben die Angehörigkeit zu einer anderen Ethnie und 2,3 % zu mehreren Ethnien an. 15,5 % der Bevölkerung bestand aus Hispanics oder Latinos.
Im Jahr 2010 lebten in 13,5 % aller Haushalte Kinder unter 18 Jahren sowie 65,3 % aller Haushalte Personen mit mindestens 65 Jahren. 49,5 % der Haushalte waren Familienhaushalte (bestehend aus verheirateten Paaren mit oder ohne Nachkommen bzw. einem Elternteil mit Nachkomme). Die durchschnittliche Größe eines Haushalts lag bei 1,95 Personen und die durchschnittliche Familiengröße bei 2,67 Personen.
13,2 % der Bevölkerung waren jünger als 20 Jahre, 12,1 % waren 20 bis 39 Jahre alt, 20,1 % waren 40 bis 59 Jahre alt und 54,5 % waren mindestens 60 Jahre alt. Das mittlere Alter betrug 63 Jahre. 44,8 % der Bevölkerung waren männlich und 55,2 % weiblich.
Das durchschnittliche Jahreseinkommen lag bei 33.036 $, dabei lebten 15,1 % der Bevölkerung unter der Armutsgrenze.
Im Jahr 2000 war Englisch die Muttersprache von 90,23 % der Bevölkerung und spanisch sprachen 9,77 %.